# Языки Парагвая
Языки Парагвая — в основном, двуязычная страна, где испанский язык и язык коренных народов гуарани имеют официальный статус.

## Статус и распространение языков
Основными языками Парагвая являются испанский и гуарани.
Всего испанским владеет 70 % населения, в то время как гуарани — 87 %. 58 % населения говорят и на испанском и на гурани. При этом гуарани является основным языком в сельской местности (82,5 % домохозяйств), а в городах оба языка представлены примерно одинаково (54,9 % домохозяйств пользуются испанским, а 42,6 % — гуарани).
Гуарани является единственным языком коренных народов Америки, носителями которого являются большая часть некоренного населения. Это аномалия в Америке, где языковая ассимиляция сдвинулась к европейским колониальным языкам (в этом случае, другой официальный язык — испанский).
В результатах переписей различаются данные по домохозяйствам (hogar; «основной язык домашнего общения») и отдельным людям (personas; «владение языком»).
| Язык                  | Основной язык домохозяйства | Владение языком |
| --------------------- | --------------------------- | --------------- |
| Гуарани*              | 59 %                        | 24 %            |
| Гуарани и др. языки   |                             | 86,6 %          |
| Испанский*            | 35,8 %                      | 2,6 %           |
| Испанский и др. языки |                             | 69,6 %          |
| Португальский язык    | 2,9 %                       | 7,2 %           |
| Немецкий язык         | 0,9 %                       | 1,3 %           |
| Индейские языки       | 1,1 %                       | 1,3 %           |

* — преимущественно (для домохозяйств) или только (при владении языками по людям).
Более детальные данные о двуязычии (владение языками по отдельными людям):
| Язык          | + Гуарани | + Испанский | Всего |
| ------------- | --------- | ----------- | ----- |
| Гуарани       | 23,8      | 58,3        | 86,6  |
| Испанский     | 58,3      | 4,4         | 69,6  |
| Португальский | 4,3       | 5,8         | 7,2   |
| Немецкий      | 0,24      | 0,92        | 1,31  |
| Английский    | ?         | 1,98        | 2,01  |

## Индейские языки
Хотя гуарани является одним из индейских языков (семья тупи), формально в Парагвае он не включается в число аборигенных языков (исп. idioma indígena). Последними владеют 59 125 человек. В переписи представлены 20 языков, крупнейшими являются нивакле (10771 чел.), мбыа (10.227 чел.), ава-гуарани (6640 чел.).